# Tô Vĩnh Diện
Tô Vĩnh Diện (1924 – 1954) là một chiến sĩ thuộc Quân đội Nhân dân Việt Nam được trao tặng Anh hùng lực lượng vũ trang nhân dân. Nổi tiếng với hành động lấy chính cơ thể mình chèn vào càng pháo, ghìm giữ không cho khẩu pháo cao xạ 37 mm bị lăn xuống vực trong Chiến dịch Điện Biên Phủ.

## Tiểu sử
Anh sinh năm 1924, quê ở thôn Dược Khê, xã Nông Trường, huyện Nông Cống (nay thuộc huyện Triệu Sơn), tỉnh Thanh Hóa. Trang thông tin của họ Tô Việt Nam cho biết anh thuộc đời thứ 15, phân ngành 2, chi 4 họ Tô làng Bao Hàm, huyện Thái Thụy, tỉnh Thái Bình.
Tổ 5 đời của Tô Vĩnh Diện là ông Tô Phúc Chân đưa cả gia đình vào định cư và lập nghiệp ở Nông Cống. Cha anh là cụ Tô Uy, một bần nông trong làng. Anh là con trai lớn của cụ Tô. Do gia đình nghèo, cuộc sống khó khăn, từ năm 8 tuổi, anh đã phải đi ở, lớn lên làm tá điền cho nhà địa chủ ở làng bên.

## Binh nghiệp
Năm 1946, quân viễn chinh của thực dân Pháp tái chiếm Đông Dương. Tô Vĩnh Diện tham gia chỉ huy dân quân ở địa phương. Năm 1950, tại Thanh Hóa nổ ra một vụ bạo loạn, khiến nhiều dân quân (trong đó có Tô Vĩnh Diện) bị bắt giữ. Chính quyền Việt Nam Dân chủ Cộng hòa phải cử một đơn vị bộ đội xuống giải cứu. Từ đó, Tô Vĩnh Diện chính thức gia nhập Quân đội Nhân dân Việt Nam.

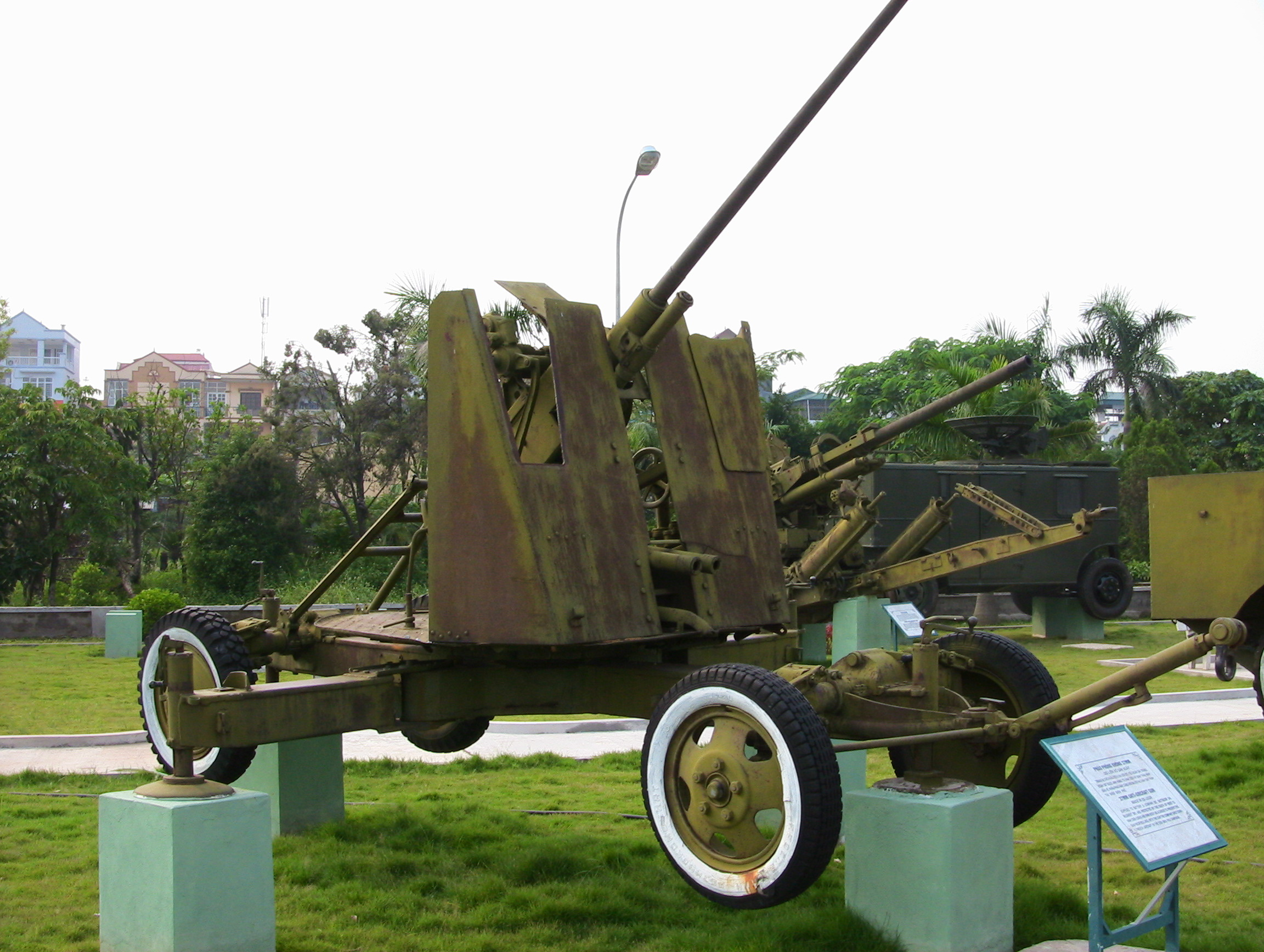
Cỗ pháo phòng không 37mm, số hiệu 510.681, được nhà nước Việt Nam công nhận là Bảo vật quốc gia. Đây chính là khẩu pháo mà Tô Vĩnh Diện hy sinh khi cố tìm cách chặn không bị lao xuống dốc. Hiện tại khẩu pháo đã được phục chế.

Tháng 3 năm 1953, Tô Vĩnh Diện được triệu tập để tham gia lực lượng phòng không chuẩn bị thành lập. Anh cùng đơn vị sang Nam Ninh, tỉnh Quảng Tây (Trung Quốc) để tập huấn pháo binh. Trong thời gian huấn luyện, Tô Vĩnh Diện được chỉ định là Trung đội phó thuộc Đại đội 829, Tiểu đoàn 394, Trung đoàn 367 và được kết nạp vào Đảng Lao động Việt Nam.
Sau 8 tháng huấn luyện ở Trung Quốc, tháng 12/1953, Tô Vĩnh Diện cùng đơn vị về nước và ngay lập tức hành quân lên Điện Biên Phủ để chuẩn bị tham chiến. Anh được điều về Đại đội 827 làm Trung đội phó của Trung đội 2, trực tiếp phụ trách Khẩu đội 3 thay Khẩu đội trưởng bị thương. Khẩu đội Tô Vĩnh Diện được giao sử dụng khẩu pháo cao xạ 37mm số hiệu 510681, thuộc loại pháo phòng không 37mm mẫu 61-K kiểu M1939 có gắn lá chắn đạn với 2 cửa ngắm dành cho 2 pháo thủ, do Liên Xô sản xuất và viện trợ cho Việt Nam Dân chủ Cộng hòa.

## Hy sinh
Để giữ bí mật chiến lược, các đơn vị cao xạ đều phải vận chuyển hai loại lựu pháo 105mm và cao xạ 37mm (lần đầu tiên xuất hiện trên chiến trường) vào ban đêm, liên tục trong các ngày 13, 14 và 15 tháng 1 năm 1954, từ Tuần Giáo vào tập kết ở km 63 đường 42. Sau đó, từ vị trí tập kết, bộ đội phải kéo pháo bằng sức người trên đường quân sự mới mở, có chỗ phải vượt qua núi cao 1450m để vào trận địa cách xa vị trí tập kết 15 km. Từ trưa ngày 16/1, được sự trợ giúp của bộ binh và công binh, các đơn vị bắt đầu kéo pháo, đến ngày 24/1 mới đưa được pháo vào trận địa.
Tuy nhiên trận đánh đã không diễn ra như dự kiến. Ngày 26 tháng 1, Tổng tư lệnh Võ Nguyên Giáp quyết định đổi phương án tác chiến từ "đánh nhanh, thắng nhanh" sang "đánh chắc, tiến chắc". Các đơn vị pháo binh nhận lệnh phối hợp với các đơn vị bộ binh kéo pháo trở ra. Đơn vị của Tô Vĩnh Diện được lệnh kéo pháo ra điểm tập kết tại Bắng Hôm để ăn tết Giáp Ngọ và chờ lệnh mới.
Ngày 1/2/1954, đơn vị của Tô Vĩnh Diện (Đại đội 827) trên đường kéo pháo ra, đến một con dốc cao và hẹp ở gần Bản Chuối. Anh cùng pháo thủ Nguyễn Văn Chi phụ trách điều khiển càng pháo để chỉnh hướng cho một đơn vị bộ đội kéo dây tời giữ pháo, ngoài ra còn có 2 chiến sĩ phụ trách chèn bánh pháo. Quân Pháp bất ngờ bắn pháo từ Mường Thanh lên, buộc đơn vị kéo giữ pháo nằm rạp xuống, đúng lúc dây tời bị đứt. Lực giữ pháo yếu đi, cả trăm bộ đội vẫn không đủ sức níu lại, khẩu pháo dần tuột xuống dốc. Pháo thủ Nguyễn Văn Chi lái càng phía ngoài bị càng pháo hất xuống vực và pháo trôi dần về phía vực sâu. Tô Vĩnh Diện lập tức bỏ càng pháo phía trong, chuyển sang ghì người vào càng pháo phía ngoài, lấy một chân đạp vào một gốc cây, cố gắng đẩy hướng càng pháo đâm vào vách núi. Tuy cản được pháo lăn xuống vực, nhưng anh cũng bị bánh xe của khẩu pháo nặng hơn 2 tấn đè lên người trọng thương. Chính trị viên tiểu đoàn Phạm Đăng Ty chạy tới cấp cứu, nhưng đã quá muộn. Trước lúc ra đi, anh vẫn còn hỏi "Pháo có việc gì không anh em?".

## Vinh danh

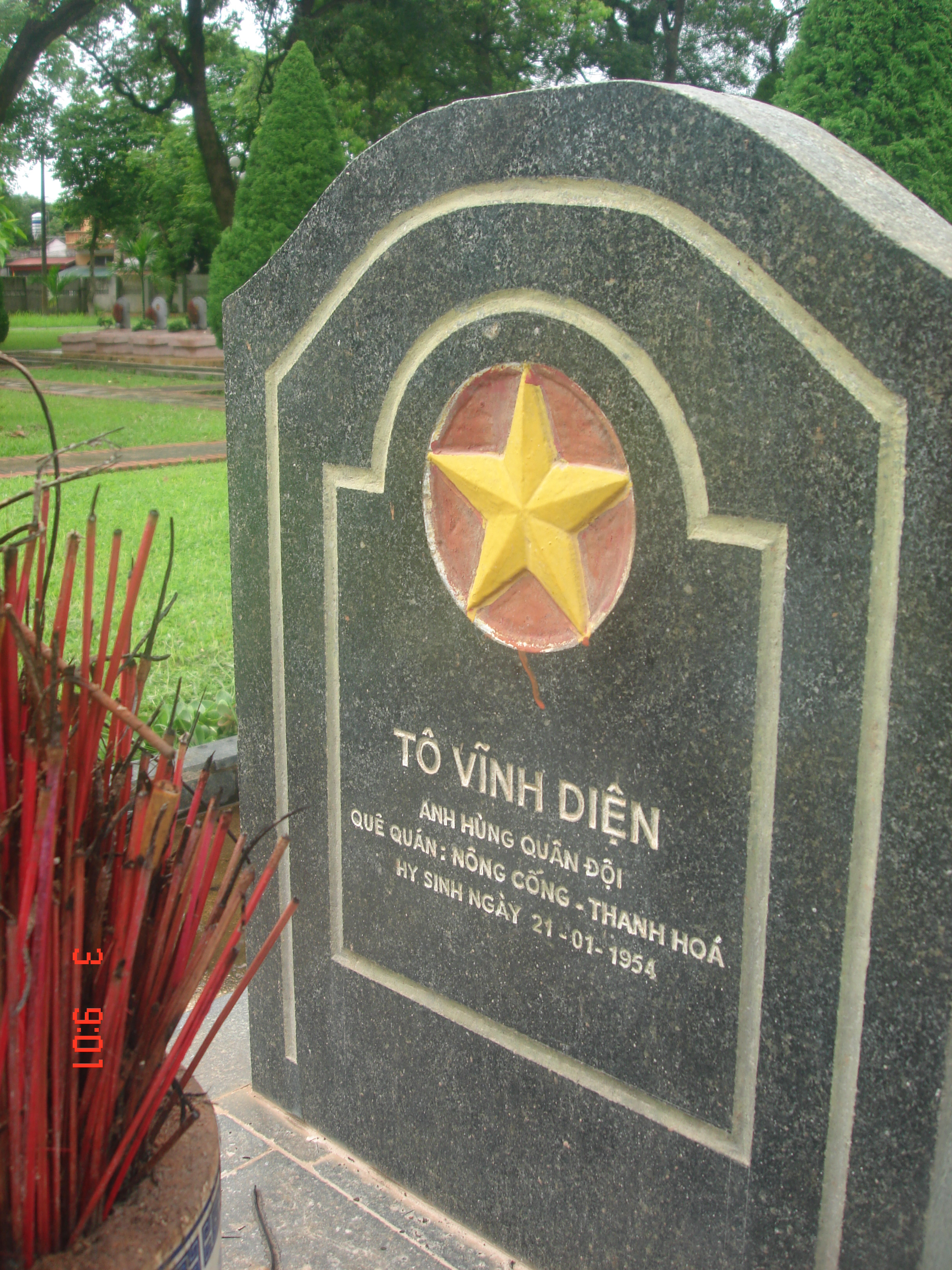
Mộ Tô Vĩnh Diện tại nghĩa trang A1 thành phố Điện Biên Phủ, tỉnh Điện Biên

Ngày 7 tháng 5 năm 1955, Tô Vĩnh Diện được Chủ tịch nước Việt Nam Dân chủ Cộng hoà Hồ Chí Minh trao tặng Huân chương Quân công hạng Nhì, Huân chương Chiến công hạng Nhất và được truy tặng danh hiệu Anh hùng lực lượng vũ trang nhân dân năm 1956.
Hiện nay, mộ Tô Vĩnh Diện nằm ở khu đặc biệt của nghĩa trang Điện Biên cùng với mộ của 3 anh hùng nổi bật khác trong trận Điện Biên Phủ là Phan Đình Giót, Bế Văn Đàn, Trần Can. Một bia tưởng niệm cũng được dựng lên gần vị trị đường kéo pháo nơi hy sinh của anh.
Khẩu pháo cao xạ 37mm số hiệu 510681 sau đó tiếp tục được đưa vào tham chiến trong Chiến dịch Điện Biên Phủ, bắn rơi 3 máy bay, làm hư hỏng 13 chiếc khác. Năm 1958, khẩu pháo được đưa về trưng bày tại Phòng truyền thống của Bộ Tư lệnh Phòng không, nay là Bảo tàng Quân chủng Phòng không - Không quân. Ngày 1 tháng 10 năm 2012, Thủ tướng Chính phủ ra Quyết định số 1426/QĐ-TTg công nhận pháo cao xạ 37mm số hiệu 510681 là Bảo vật quốc gia đợt một.
Anh được xướng tên cho nhiều đường phố và trường học trên khắp Việt Nam.

## Những thông tin sai sót
Sau khi ông được truy tặng danh hiệu Anh hùng, do thiếu thông tin cũng như những ghi nhớ sai sót trong quá trình kể truyền miệng của nhiều người, một số tài liệu đã mô tả lại câu chuyện về hành động dũng cảm Tô Vĩnh Diện với những thông tin không chính xác. Nhầm lẫn phổ biến nhất là việc cho rằng Tô Vĩnh Diện đã cứu khẩu đại bác cỡ 105mm, thực ra khẩu pháo mà Tô Vĩnh Diện cứu được là pháo cao xạ 37mm. Một nhầm lẫn khác cũng rất phổ biến là cho rằng "Tô Vĩnh Diện lấy thân chèn bánh pháo" để ngăn pháo lao xuống dốc, thực ra Tô Vĩnh Diện đã lấy thân chèn vào càng pháo chứ không phải bánh pháo.
Thời điểm cũng như vị trí anh hy sinh cũng bị ghi chép khác nhau. Nhiều tài liệu dựa vào lời kể truyền miệng đã chép thời điểm hy sinh của anh vào tháng 3 năm 1953. Trên bia mộ ông khắc thời điểm hy sinh là ngày 21 tháng 1 năm 1954). Các tài liệu sau này, căn cứ vào các nhân chứng lịch sử, đã xác định chính xác thời điểm anh hy sinh là lúc khoảng 22 giờ ngày 28 tháng Chạp (tức 1 tháng 2 năm 1954). Địa điểm hy sinh cũng được xác định ở rừng Pá Có, sườn phía tây Pha Sung, thuộc xã Nà Nhạn, huyện Điện Biên, tỉnh Điện Biên.